# ブチルシアノアクリレート
n-ブチルシアノアクリレート (n-BCA、NBCA)は、シアノアクリル酸エステルであり、2-シアノ-2-プロペン酸のブチルエステルである。無色の液体であり、鋭い、刺激臭を有する。水には不溶である。その主な用途は医療用のシアノアクリレート系接着剤の主成分である。以下のような様々な商標で販売されている、MediBond、MediCryl、PeriAcryl、GluStitch、Xoin、Gesika、VetGlu、Vetbond、LiquiVet、Indermil、LiquiBand、Histoacryl、IFABond。NBCAの国際一般名 (INN)は、エンブクリレート（enbucrilate）である。
医学や獣医学用途では、NBCA、イソブチルシアノアクリレート、オクチルシアノアクリレートが一般的に使用される。それら化学物質は静菌作用を示し、その使用において、通常、痛みを伴わない。ブチルエステルはより強力に接着するが硬い。一方、オクチルエステルは接着は弱いものの、より柔軟性を示す。オクチルシアノアクリレートとn-ブチルシアノアクリレートをブレンドすると、柔軟性と強い結合を兼ね備えた接着剤となる(例えばGLUtureのように)。NBCAは、脳動静脈奇形の手術前の塞栓術に利用される。
NBCAは、アセトン、メチルエチルケトン、ニトロメタン、塩化メチレンに溶解する
NBCAモノマーは、水分、血液、組織液のようなイオン性物質が存在すると、急速に重合反応を起こす。
NBCAはオクチルシアノアクリレート、イソアミルシアノアクリレートのようなシアノアクリレートに比較すると特徴的な性質を示す。重合したNBCAのポリマーは優れた引張り強度を有し、手術または創傷の閉鎖に対し非常に効果的である。
創傷や切り傷を素早く塞ぐことができ(約30-45秒)、さらにその接着剤は本質的に有用性の高い静菌性を示す。接着剤によって傷を塞いだあとの見た目の美しさは、縫合糸で処置した場合に3〜6ヶ月後に残る傷跡と比較すると、同等もしくは一般的に優れている
また、NBCAポリマーが体内で分解されることも重要な性質である。NBCAのこの特性は、ドラッグデリバリーに利用する種々のナノ粒子を作成するポリマーとして有用である、すなわち放出するまで薬効成分を維持し体内に送り届けるのである。
硬化した接着剤は、高温の加熱により熱分解され解重合を受ける、その結果、肺や眼に強い刺激性を示す気体状生成物を生じる。

## 医学的応用
NBCAの医療応用として、皮膚の裂傷、血管からの出血に対しての接着がある。また、NBCAは、血管造影検査で見られる異常に接着剤として適用することで、動静脈奇形の処置 に使用されてきた。
消化器病学において、NBCAは出血性の胃静脈瘤の治療に使用され、肝硬変や脾静脈の血栓症の静脈の拡張にも使用される。胃静脈瘤は内視鏡によって検査される、内視鏡は柔軟な光ファイバーカメラであり、胃に挿入する。NBCAは、内視鏡を通じて静脈に挿入されたカテーテル針で注入される。他の部位の静脈瘤としては、食道静脈瘤、十二指腸静脈瘤、大腸静脈瘤、がある。
また、胃静脈瘤は、NBCAの反復注射治療で完全に消失させることができる。